# Хойдун (Ляншань)
Хойду́н (кит. упр. 会东, пиньинь Huìdōng, буквально: «восток уезда Хойли») — уезд Ляншань-Ийского автономного округа провинции Сычуань (КНР).

## История
При империи Хань в 111 году до н. э. были созданы уезды Хойу (会无县) и Саньцзян (三绛县). При империи Цзинь в 282 году уезд Саньцзян был присоединён к уезду Хойу. При южной династии Сун уезд был ликвидирован. При империи Тан был созден уезд Хойчуань (会川县). При империи Сун была образована Хойчуаньская управа (会川府). При империи Цин в 1662 году была создана область Хойли (会理州).
После Синьхайской революции в 1913 году область была преобразована в уезд — так появился уезд Хойли. В 1939 году была образована провинция Сикан, и уезд вошёл в её состав. В 1950 году уезд вошёл в состав Специального района Сичан (西昌专区). В 1952 году из восточной части уезда Хойли провинции Сикан и западной части уезда Цяоцзя провинции Юньнань был образован уезд Хойдун Специального района Сичан провинции Сикан. В 1955 году провинция Сикан была расформирована, и Специальный район Сичан был передан в состав провинции Сычуань. В 1970 году Специальный район Сичан был переименован в Округ Сичан (西昌地区).
В 1978 году Округ Сичан был расформирован, и уезд Хойдун вошёл в состав Ляншань-Ийского автономного округа.

## Административное деление
Уезд Хойдун делится на 13 посёлков и 7 волостей.